# Gardnerianismo
A Wicca gardneriana, ou gardnerianismo, é uma tradição na religião neopagã da Wicca, cujos membros podem traçar descendência iniciática de Gerald Gardner. A tradição tem o nome de Gardner (1884-1964), um funcionário público britânico e estudioso amador de magia. O termo "gardneriano" provavelmente foi cunhado pelo fundador da bruxaria cochraniana, Robert Cochrane, nos anos 1950 ou 60, que deixou essa tradição para fundar a sua própria.:122
Gardner afirmou ter aprendido as crenças e práticas que mais tarde se tornariam conhecidas como a Wicca gardneriana do coven de New Forest, que supostamente o iniciou em seus ranks em 1939. Por esta razão, a Wicca gardneriana é geralmente considerada a mais antiga tradição criada da Wicca, da qual derivam a maioria das tradições wiccanas subsequentes.
A partir do suposto coven de New Forest, Gardner formou seu próprio coven de Bricket Wood e, por sua vez, iniciou muitas bruxas, incluindo uma série de Altas Sacerdotisas, fundando outros covens e continuando a iniciação de mais Wiccanos na tradição. No Reino Unido, na Europa e na maioria dos países da Commonwealth, alguém autodefinido como Wicca é geralmente entendido como alegando descendência iniciática de Gardner, seja através da Wicca gardneriana, ou através de um ramo derivado, como a Wicca alexandrina ou a Wicca algardiana. Em outros lugares, essas tradições de linhagem original são denominadas "Wicca tradicional britânica".

## Wicca algardiana
O algardianismo é uma tradição, ou denominação, na religião neo-pagã da Wicca. Foi fundado nos Estados Unidos em 1972 por Mary Nesnick, uma iniciada da Wicca Gardneriana e Alexandrina, em uma tentativa de fundir as duas tradições. Um dos buscadores espirituais que se aproximou de Nesnick no início dos anos 1970 foi Eddie Buczynski, mas ela recusou a iniciação porque ele era homossexual.